# Šeriat
Šeriat kot pravna norma je zbirka vseh predpisov s področja verskega in posvetnega prava in služi kot osnova za urejanje odnosov v islamski skupnosti. Šeriat je božanski zakon islama, njegovo razumevanje pa je fikh  oziroma sodstvo. 
Mohamed ni delal razlik med verskimi in posvetnimi zakoni. Katera stran v kateri od sodobnih islamskih držav pretehta, je odvisno od stopnje njene sekularizacije. Šeriat zajema vsa dogajanja v življenju, vključno z družinskimi odnosi, dedovanjem, davki, očiščenjem in molitvijo. Zasnovan je na islamski veri in Koranu kot osnovnem izvoru prava. Koran razen prava obravnava tudi osnovna načela vere in morale.
Šeriat je eden od petih velikih pravnih sistemov. Drugi štirje so:
- evropski kontinentalni,
- anglosaški,
- indijski in
- kitajski.

Šeriat kot pravna norma je zbirka vseh predpisov s področja verskega in posvetnega prava in je osnova za urejanje odnosov v islamski skupnosti. Šeriat je božanski zakon islama. Tolmačenje tega zakona je fikh  oziroma sodstvo. Mohamed ni delal razlik med verskimi in posvetnimi zakoni. Katera stran (verska ali posvetna) v kateri od sodobnih islamskih držav prevlada, je odvisno od stopnje njene sekularizacije. 
Muslimani imajo šeriat za Alahovo voljo, izraženo predvsem v surah Korana, zato ga doživljajo kot zaokrožen, popoln in nespremenljiv pravni sistem. V njem je določeno, kaj je pravično in dovoljeno (halal) in kaj prepovedano (haram). 
Predpisi šeriata se lahko razvrstijo v dve glavni kategoriji: predpise, povezane z vero in obredjem, torej versko pravo v ožjem smislu, in predpise s pravno in politično vsebino. 
Drug izvor šeriatskega prava je suna, sestavljena iz hadisov, zapisanih pričevanj o dogodkih v Mohamedovem življenju, in vse njegove predpise in nasvete. Ker sta tako Koran kot suna inertna in statična vira, ju sodniki v sodnih postopkih ne uporabljajo. Namesto njiju uporabljajo fikh, ki temelji neposredno na Koranu in sunah in jih razlaga in vsebuje moralne in pravne zapovedi.
Ker se je islamska skupnost (Uma) kmalu po nastanku razcepila na sunite, šiite in haradzite, šeriatsko pravo vsaka ločina tolmači po svoje.

## Šole
Klasične islamske pravne šole so hanefitska, malikitska, šafitska in hanbalitska.
Abu Hanifa (?-767) je bil trgovec iz Kufe, ki je sistematično uredil islamske  zakone. Njegova pravna šola je prevladovala v Iraku. Malik Ibn Enes (?-795), pravnik iz Medine, si je zadal nalogo kodificirati prakso skupnosti, ki ji je pripadal tudi prerok Mohamed. Poudarjal je harmonijo skupnosti preko individualne odgovornosti. Njegova pravna šola je prevladovala v Severni Afriki in na Iberskem polotoku. Mohamed Ibn Idris El Šafi (?-820) je usmeritev k izročilu poskušal doseči s poročili o Prerokovih izrekih in delih. Navodila iz Korana je dopolnil s pazljivo izbranimi prikazi Prerokove modrosti in omejil sklepanje po analogiji in sklicevanje na mišljenje skupnosti. Ahmed Ibn Hanbel (?-855), ortodoksni zmagovalec bagdadskih mutazilitov, je bil med tistimi, ki so dajali prednost zapisanim Prerokovim besedam pred kakršnim koli pravnim sklepanjem.
Pri šiitih, ki so najštevilčnejši v Iranu, obstaja institucija imamata: imam je kot potomec Mohameda oziroma Alije po božji volji izbran vodja in zato vrhovni tolmač prava. 
Pri sunitih so se razvile štiri pravne šole:
- Hanefitska, ki je nastala v Kufi v 8. stoletju. Je najbolj razširjena šola, sprejeta v Turčiji, Afganistanu, Pakistanu, Iraku, Indiji, Egiptu in do druge svetovne vojne v Bosni in Hercegovini.
- Malikitska, razširjena v severni in severozahodni Afriki.
- Šafitska, ki prevladje v Maleziji, Indoneziji in severni obali Afrike.
- Hanbalitska, ki prevladuje na Arabskem polotoku.

Sčasoma so za vsakdanjo prakso nastali tudi drugi pomožni viri šeriatskega prava. Eden od njih je idžma, ki pomeni soglasnost skupnosti, da je neko pravno vprašanje skladno s Koranom. O skladnosti sicer ne odloča celotna skupnost, ampak samo učeni ljudje. Tolmačenje Korana in sune preko idžme se je sčasoma razvilo do te mere, da jo imajo nekateri avtorji za edini dogmatski vir šeriatskega prava. 